# Zaštićene zone Ujedinjenih naroda
Zaštićene zone Ujedinjenih naroda (eng. UN Safe Areas) su humanitarni koridori uspostavljeni 1993. godine na području Bosne i Hercegovine tijekom rata u BiH s nekoliko rezolucija Vijeća sigurnosti Ujedinjenih naroda.
16. travnja 1993. Rezolucijom 819 Vijeća sigurnosti Ujedinjenih naroda srebrenička enklava proglašena je zaštićenom zonom. Dana 6. svibnja 1993., Rezolucija 824 Vijeća sigurnosti Ujedinjenih naroda dodatno je proširila status na Sarajevo, Žepu, Goražde, Tuzlu i Bihać. Ovi gradovi i teritorije stavljeni su pod zaštitu UN-ovih mirovnih jedinica UNPROFOR-a.
Uspostava UN-ovih sigurnih zona danas se smatra jednom od najkontroverznijih odluka Ujedinjenih naroda. Rezolucije su bile nejasne u vezi s procedurom zaštite tih zaštićenih područja u ratnoj zoni kakva je Bosna i Hercegovina. Rezolucija je stvorila tešku diplomatsku situaciju jer države članice koje su glasale za nju iz političkih razloga nisu bile voljne poduzeti potrebne korake kako bi osigurale sigurnost zaštićenih područja.
Godine 1995. situacija u sigurnim zonama UN-a se pogoršavala, što je dovelo do diplomatske krize koja je kulminirala masakrom u Srebrenici; jedan od najgorih zločina u Europi nakon Drugog svjetskog rata. Rezolucija Vijeća sigurnosti 819 i 836 odredila je Srebrenicu kao "sigurnu zonu" koju treba štititi "svim potrebnim sredstvima, uključujući i upotrebu sile". Kontinuirani napadi na sigurne zone UN-a, kao i kontinuirana opsada Sarajeva također su u konačnici rezultirali NATO intervencijom u Bosni i Hercegovini nazvanom Operacija Namjerna sila.
Do kraja rat, Vojske Republike Srpske je napala sve zaštićene zone. Srebrenica i Žepa su okupirane, a Sarajevo, Žepa, Tuzla i Bihać su ostali pod kontrolom Armije BiH.